# Liste der denkmalgeschützten Objekte in Raach am Hochgebirge
Die Liste der denkmalgeschützten Objekte in Raach am Hochgebirge enthält die 4 denkmalgeschützten, unbeweglichen Objekte der Gemeinde Raach am Hochgebirge im niederösterreichischen Bezirk Neunkirchen.

## Denkmäler
| Foto |                 | Denkmal                                                                          | Standort                               | Beschreibung | Metadaten |
| ---- | --------------- | -------------------------------------------------------------------------------- | -------------------------------------- | --- | --- |
| ja   | Datei hochladen | Wohnhaus HERIS-ID: 45815 Objekt-ID: 47267                                        | Raach 6 Standort KG: Raach             | zweistöckiger Bau mit mittelalterlichem Kern, im 18. Jahrhundert verändert, im Westen Neubau vorgesetzt | BDA-Hist.: Q38017620 Status: Bescheid Stand der BDA-Liste: 2025-06-30 Name: Wohnhaus GstNr.: .30, 240/2                                                                     |
| ja   | Datei hochladen | Ehem. Pfarrhof/Kindergarten HERIS-ID: 34847 Objekt-ID: 33279                     | Raach 10 Standort KG: Raach            | 1706 nach Brand erbaut, 1-2-stöckiger Bau mit einem eingeschoßigen hakenförmigen Wirtschaftstrakt | BDA-Hist.: Q37960451 Status: § 2a Stand der BDA-Liste: 2025-06-30 Name: Ehem. Pfarrhof/Kindergarten GstNr.: .2                                                              |
| ja   | Datei hochladen | Kath. Pfarrkirche hl. Ägydius mit Kirchhofmauer HERIS-ID: 59668 Objekt-ID: 71154 | neben Raach 10 Standort KG: Raach      | Südchor und Südschiff aus der 2. Hälfte des 13. Jahrhunderts, 1512 mit dem wohl im Kern romanischen Nordteil vereinigt, ursprünglich Filiale von Neunkirchen, im 14. Jahrhundert Vikariat, nach 1570 Pfarre, 1706 Brand, 1707 Wiederherstellung und Errichtung eines hölzernen Turmes, 1764 Einsturz des Daches, des Turmes, der Westgiebelmauer und der Langhausgewölbe, 1766 Wiederherstellung und Bau des Turmes und der Sakristei, 1877/80 neogotische Adaptierung mit Neueinrichtung, Kirchhof teilweise ummauert und umbaut (bis 1829 Friedhof)                                                                                       | BDA-Hist.: Q38088211 Status: § 2a Stand der BDA-Liste: 2025-06-30 Name: Kath. Pfarrkirche hl. Ägydius mit Kirchhofmauer GstNr.: .1, 241/1 Saint Giles, Raach am Hochgebirge |
| ja   | Datei hochladen | Burg Wartenstein HERIS-ID: 34848 Objekt-ID: 33280                                | Wartenstein 1 Standort KG: Wartenstein | Die Burg entstand im Kern in der zweiten Hälfte des 12. Jahrhunderts und wurde im 13. Jahrhundert zu einer langgestreckten Ringburg ausgebaut. Weitere Umbauten erfolgten im 17. Jahrhundert. Nach starken Verwüstungen durch französische Truppen in den Koalitionskriegen ließ Franziska Fürstin Liechtenstein die Burg 1873–1879 durch den Architekten Ignaz Bankó in Formen des Romantischen Historismus umgestalten. Nach abermaligen schweren Schäden in der Endphase des Zweiten Weltkriegs erwarb Axel Lennart Wenner-Gren die Burg und ließ sie für die Wenner-Gren Foundation for Anthropological Research wieder instand setzen. | BDA-Hist.: Q1014488 Status: Bescheid Stand der BDA-Liste: 2025-06-30 Name: Burg Wartenstein GstNr.: .1, .2, .3, .4 Burg Wartenstein                                         |